# 哈姆莱大学
哈姆莱大学（Hamline University），又译翰墨林大學、哈姆林大学，是位于美国明尼苏达州圣保罗的一座私立文理学院，创立于1854年。其名来自联合循道会主教列奥尼达斯·哈姆莱（Leonidas Lent Hamline）。它是明尼苏达州第一所高等教育机构。

## 历史
联合循道会主教列奥尼达斯·哈姆莱（Leonidas Lent Hamline）捐出$25,000用以在明尼苏达州创建一所大学，故该大学以其名命名。它在创立之初就是一所男女共学的大学，这在19世纪的美国是极为罕见的。大学于1854年建立，校址最初位于红翼，1857年开始授课。明尼苏达大学成立于1851年，但在20年后才开始授课。美国内战爆发后学生数量锐减，1862届的学生甚至没人毕业。1869年该大学关闭。
之后不久该大学决定在别处开一个新的校区，在犹豫数年后，1873年选定圣保罗，但由于经济问题直到1880年夏其第一所建筑才盖好。同年9月22日大学重新开张。

## 学术
该大学是一所地区性大学，在美国中西部可以排在前30位。